# Saint-Laurent-d’Oingt
Saint-Laurent-d'Oingt korábbi község (település) Franciaországban, Rhône megyében. 2017. január 1-jén Oingt és Le Bois-d’Oingt községgel egyesült és Val d’Oingt új község része lett.
Lakosainak száma 867 fő (2018. január 1.). Saint-Laurent-d’Oingt Ville-sur-Jarnioux, Le Bois-d'Oingt, Oingt, Sainte-Paule, Saint-Vérand és Ternand községekkel határos.

## Népesség
A település népessége az elmúlt években az alábbi módon változott:
| Lakosok száma | 830  | 839  | 854  | 867  |
|               | 2013 | 2015 | 2017 | 2018 |